# ليليا إلى الأبد
ليليا إلى الأبد (بالسويدية: Lilja 4-ever) فيلم دراما جريمة من تأليف واخراج لوكاس موديسون، وبطولة أوكسانا أكينشينا. وهو يصور دوامة الهبوط لـ ليليا ميجلوفا، فتاة في الاتحاد السوفيتي السابق تخلت عنها والدتها لتنتقل إلى الولايات المتحدة. تستند القصة بشكل فضفاض إلى القصة الحقيقية لدانغولي راساليتي، ويبحث الفيلم في قضية الاتجار بالبشر والعبودية الجنسية.
تلقى الفيلم مراجعات إيجابية في كل من السويد وباقي الدول. فاز بخمس جوائز الخنفساء الذهبية بما في ذلك جائزة أفضل فيلم، وكذلك تم ترشيحه لأفضل فيلم وأفضل ممثلة في جوائز الأفلام الأوروبية.

## روابط خارجية
- ليليا إلى الأبد على موقع IMDb (الإنجليزية)
- ليليا إلى الأبد على موقع ميتاكريتيك (الإنجليزية)
- ليليا إلى الأبد على موقع روتن توميتوز (الإنجليزية)
- ليليا إلى الأبد على موقع نتفليكس (الإنجليزية)
- ليليا إلى الأبد على موقع ألو سيني (الفرنسية)
- ليليا إلى الأبد على موقع Turner Classic Movies (الإنجليزية)
- ليليا إلى الأبد على موقع أول موفي (الإنجليزية)
- ليليا إلى الأبد على موقع بوكس أوفيس موجو (الإنجليزية)
- ليليا إلى الأبد على موقع فيلمافينيتي (الإسبانية)
- ليليا إلى الأبد على موقع قاعدة بيانات الأفلام السويدية (السويدية)